# Óscar Mazín
Óscar Adolfo Mazín Gómez (Chalco, Estado de México, 12 de septiembre de 1954) es un historiador, escritor, traductor, investigador, catedrático y académico mexicano. Sus investigaciones se concentran en el estudio comparado de la iglesia y la sociedad en el imperio español y la Nueva España (siglos XVI‐XVIII).

## Estudios
Realizó su licenciatura en la Universidad Iberoamericana de 1973 a 1978, obtuvo el título con la tesis Compendio ilustrado de historia de México independiente.  Cursó una maestría en El Colegio de Michoacán de 1983 a 1985, obteniendo el título correspondiente con la tesis Entre dos majestades, el obispo y la iglesia del gran Michoacán ante las reformas borbónicas, 1758-1772.  Viajó a París para estudiar un doctorado en la École des Hautes Études en Sciences Sociales de 1991 a 1994, obtuvo su título con la tesis Le chapitre cathédral de Valladolid du Michoacán en Nouvelle-Espagne XVI-XVIII siècles. 

## Docencia e investigación
Ha impartido clases en el Centro Universitario México, en El Colegio de México y en El Colegio de Michoacán. Ha sido profesor invitado de la École des Hautes Études en Sciences Sociales. Es investigador en el Centro de Estudios Históricos y en el Centro de Estudios de las Tradiciones de El Colegio de Michoacán, así como del Centro de Estudios Históricos de El Colegio de México. Se ha especializado en el estudio de la Iglesia y de la sociedad de Nueva España, así como del Imperio español en los siglos XVI y XVII. Paralelamente ha coordinado la catalogación de archivos en la Catedral de Morelia, en la Catedral Metropolitana de la Ciudad de México, en la Catedral de San Cristóbal de las Casas. Coordinador del equipo mexicano de La Red Columnaria sobre estudio de las Monarquías ibéricas (siglos XVI‐XVIII) y también del Cuerpo Académico “Historia social y cultural” del sistema PRODEP‐SEP.

## Académico
Es miembro de la Society for Spanish and Portuguese Historical Studies desde 1996, y de la Academia Mexicana de Ciencias desde 1999.  Es investigador nivel III del Sistema Nacional de Investigadores de México desde 2009.  El 9 de noviembre de 2010, fue elegido miembro de número para ocupar el sillón N° 1 de la Academia Mexicana de la Historia.

## Premios y distinciones
- Premio Francisco Xavier Clavijero, otorgado por el Consejo Nacional para la Cultura y las Artes (Conaculta) por su investigación acerca de El cabildo catedral de Valladolid de Michoacán, en 1995.
- Reconocimiento al Mérito Antonio García Cubas, otorgado por Condumex por su trabajo Archivo del Cabildo catedral metropolitana de México, inventario y guía de acceso, en 2000.
- Premio Edmundo O'Gorman, otorgado por el Instituto Nacional de Antropología e Historia (INAH) por su ensayo biográfico Una ventana al mundo hispánico, en 2007.
- Premio Francisco Xavier Clavijero, otorgado por el INAH por su artículo de divulgación "Del descubrimiento a la independencia, en 2008.

## Obras publicadas
Entre sus títulos se encuentran:
Autor:
- Compendio ilustrado de historia de México independiente, en 1979.
- El gran Michoacán, cuatro informes del obispado de Michoacán, 1759-1769, 1986.
- El Cabildo Catedral de Valladolid de Michoacán, 1996.
- Inventario de los libros de coro de la catedral de Morelia, edición, 2000.
- "Roman Catholic Church", en The Oxford Encyclopedia of Mesoamerican Cultures, en 2001.
- L'Amérique espagnole, 2005.
- Una ventana al mundo hispánico, 2006.
- Iberoamérica. Del descubrimiento a la independencia, 2007.
- Gestores de la real justicia: procuradores y agentes de las catedrales hispanas nuevas en la corte de Madrid. 1. El ciclo de México: 1568-1640, México El Colegio de México, 2007, 394 p.
- "Gente de saber en los virreinatos de Hispanoamérica siglos XVI a XVII", en Historia de los intelectuales de América Latina, en 2008.
- "La nobleza ibérica medieval, tendencias historiográficas recientes", en La limpieza de sangre en el mundo hispánico, en 2008.
- "El poder y las potestades del rey: los brazos espiritual y secular en la tradición hispánica", en La Iglesia en la Nueva España: problemas y perspectivas de investigación de Pilar Martínez López-Cano, en 2010.
- Las Indias Occidentales : procesos de incorporación territorial a las monarquías Ibéricas (siglos XVI a XVIII), 2012.

Coautor:
En torno a la conquista, une anthologie, coautor con Val Julián Carmen, 1995.
Editor:
Inventario de los libros de coro de la catedral de Morelia, edición, 2000.
México en el mundo hispánico, edición, 2000.
Traductor:
- "David A. Brading, Power and Justice in Catorce 1779-1808" en Relaciones, traducción, 1997.

- "John H. Elliott, Comparative History" en Relaciones, traducción, 1999.
- "Jérome Baschet, Iventivité et sérialité des images médiévales. Pour une approche iconographique élargie" en Relaciones, traducción, 1999.